# Diszkurzív paradoxon
A diszkurzív paradoxon, más néven diszkurzív dilemma, doktrinális paradoxon vagy bíró-paradoxon a társadalmi választások elméletének egyik alapvető paradoxona, ami nagy vonalakban azt mondja ki, hogy racionális vélemények többségi szavazással történő összegzése nem feltétlenül eredményez racionális véleményt. Más megfogalmazásban: ha a résztvevők arról szavaznak, hogy egy bizonyos következtetés premisszái igazak-e, majd az eredmény alapján eldöntik, hogy biztosan igaz-e a konklúzió, az nem feltétlenül ugyanazt az eredményt adja, mintha külön-külön döntenének a konklúzióról, majd szavaznának róla. A paradoxonnak nagy jelentősége van a jogban és a társadalmi választások elméletében.
|                 | érvényes volt a szerződés | X megszegte | X-nek kártérítést kell fizetnie |
| --------------- | ------------------------- | ----------- | ------------------------------- |
| 1. bíró         | igen                      | igen        | igen                            |
| 2. bíró         | igen                      | nem         | nem                             |
| 3. bíró         | nem                       | igen        | nem                             |
| többségi döntés | igen                      | igen        | nem                             |

Egy példa a paradoxonra: Y bepereli X-et szerződésszegésért. Ha a szerződés érvényes volt és X valóban megszegte, akkor (és csak akkor) kártérítést kell fizetnie. A három bíró véleménye a táblázatban látható. Mindhármuk véleménye racionális abban az értelemben, hogy akkor és csak akkor ítélnek kártérítést, ha annak a két feltétele fennáll; a közös többségi döntésre azonban ez már nem igaz.
Ha tehát a bírók arról szavaznak, hogy fennállnak-e a kártérítés feltételei (premissza-alapú megközelítés), akkor arra az eredményre jutnak, hogy a kártérítést meg kell fizetni, ha viszont közvetlenül arról, hogy kell-e kártérítést fizetni (konklúzió-alapú megközelítés), akkor arra, hogy nem.
Általánosabban megfogalmazva, ha adott logikailag összefüggő állítások egy halmaza, és minden szavazó egy logikailag konzisztens véleményt formál arról, hogy melyik igaz és melyik hamis, akkor az egyes állításokról való többségi szavazással kapott vélemény már nem feltétlenül lesz konzisztens.
A paradoxon a Condorcet-paradoxon általánosításának is felfogható: a preferencia-rendezés is egy speciális vélemény. Hasonlóan ahhoz, ahogy a Condorcet-paradoxon általánosítható minden természetes szavazási eljárásra (Arrow-tétel), a diszkurzív paradoxon általánosítása a List–Pettit-tétel, ami szerint a kollektív döntés nemcsak a többségi szavazásnál lehet ellentmondásos, hanem minden olyan véleményösszegzési eljárásnál, ami teljesít néhány természetes feltételt.